# Volha Khudzenka
Volha Khudzenka, née le 12 mai 1992 à Khoïniki, est une kayakiste biélorusse.
Aux Jeux olympiques d'été de 2012 à Londres, elle est médaillée de bronze de kayak à quatre en ligne 500 m avec Iryna Pamialova, Nadzeya Papok et Maryna Pautar.